# 王維珍 (康熙進士)
王維珍（？年—1696年），字嵋谷，漢軍鑲藍旗人。清朝政治人物，康熙年間官員。諡敏慤。

## 生平
康熙九年（1670年）庚戌科二甲進士，選庶吉士，散館授編修。康熙十四年，擔任山西鄉試正考官。康熙二十四年，擔任對品調補京堂、順天府府丞。康熙二十七年，擔任大理寺少卿、太僕寺卿，后任都察院左副都御史。康熙二十八年，擔任兵部右侍郎、同年改兵部左侍郎。康熙三十三年，擔任會試副考官，擔任浙江巡撫。